# Tis

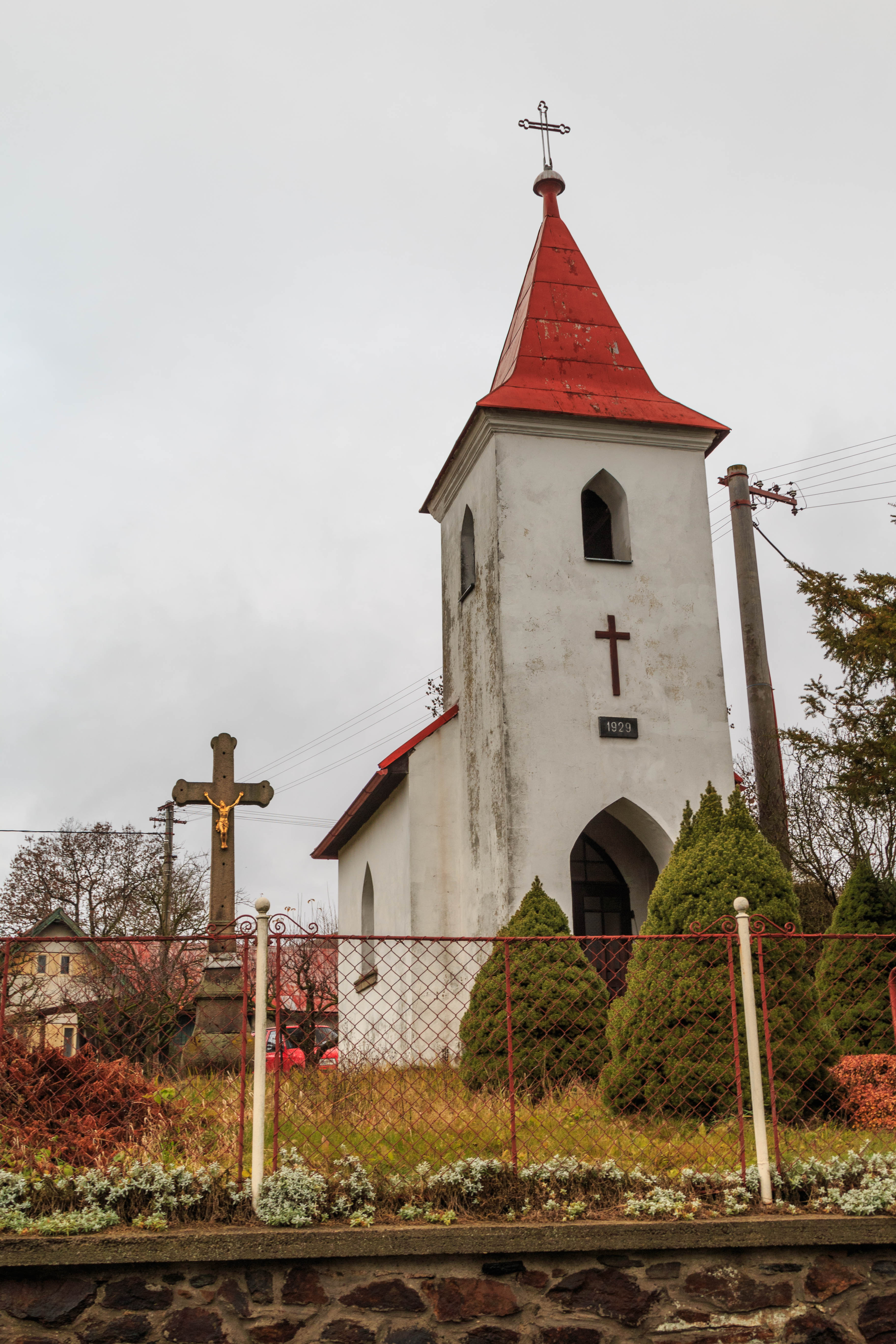
Kapelle

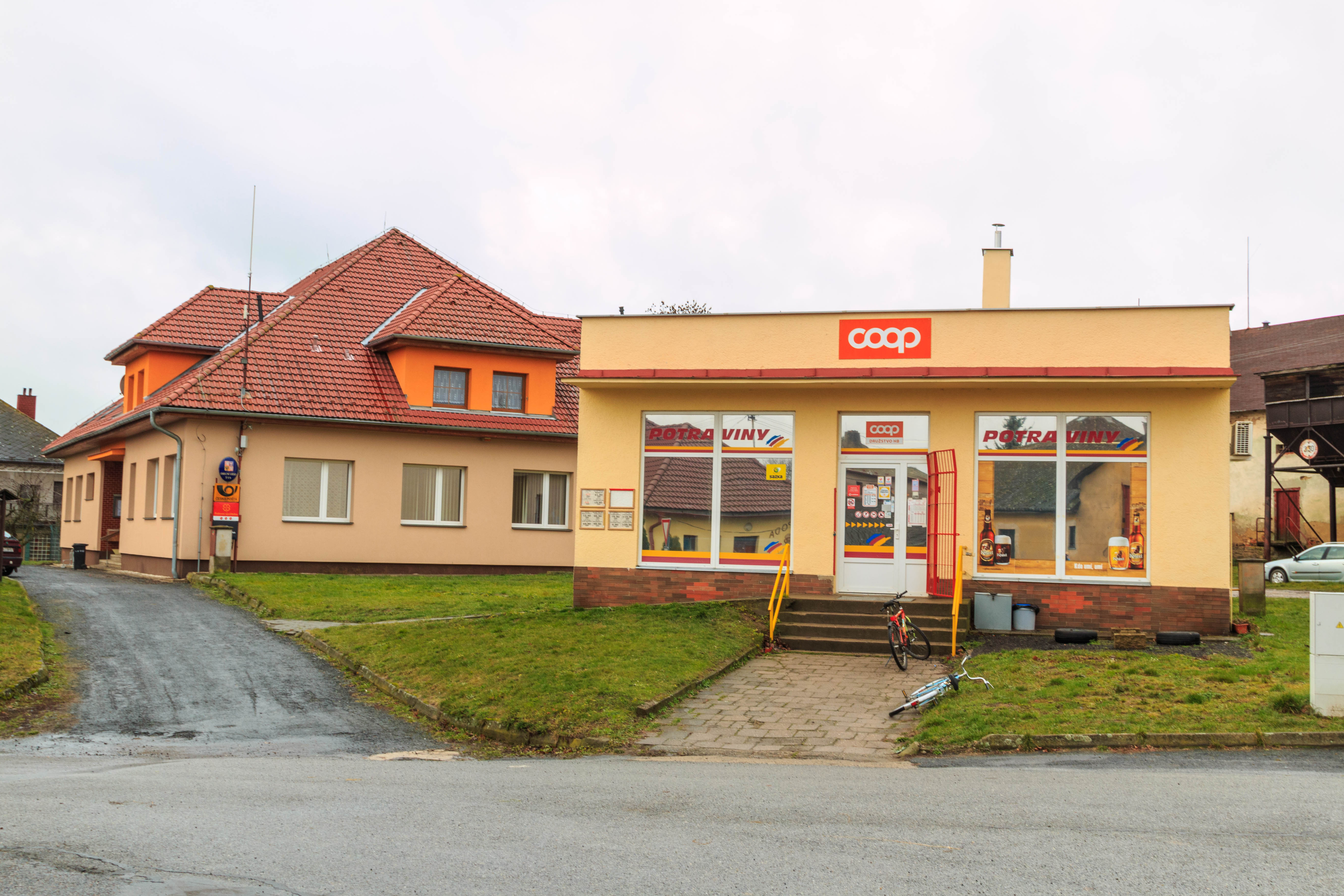
Gemeindeamt und Dorfladen

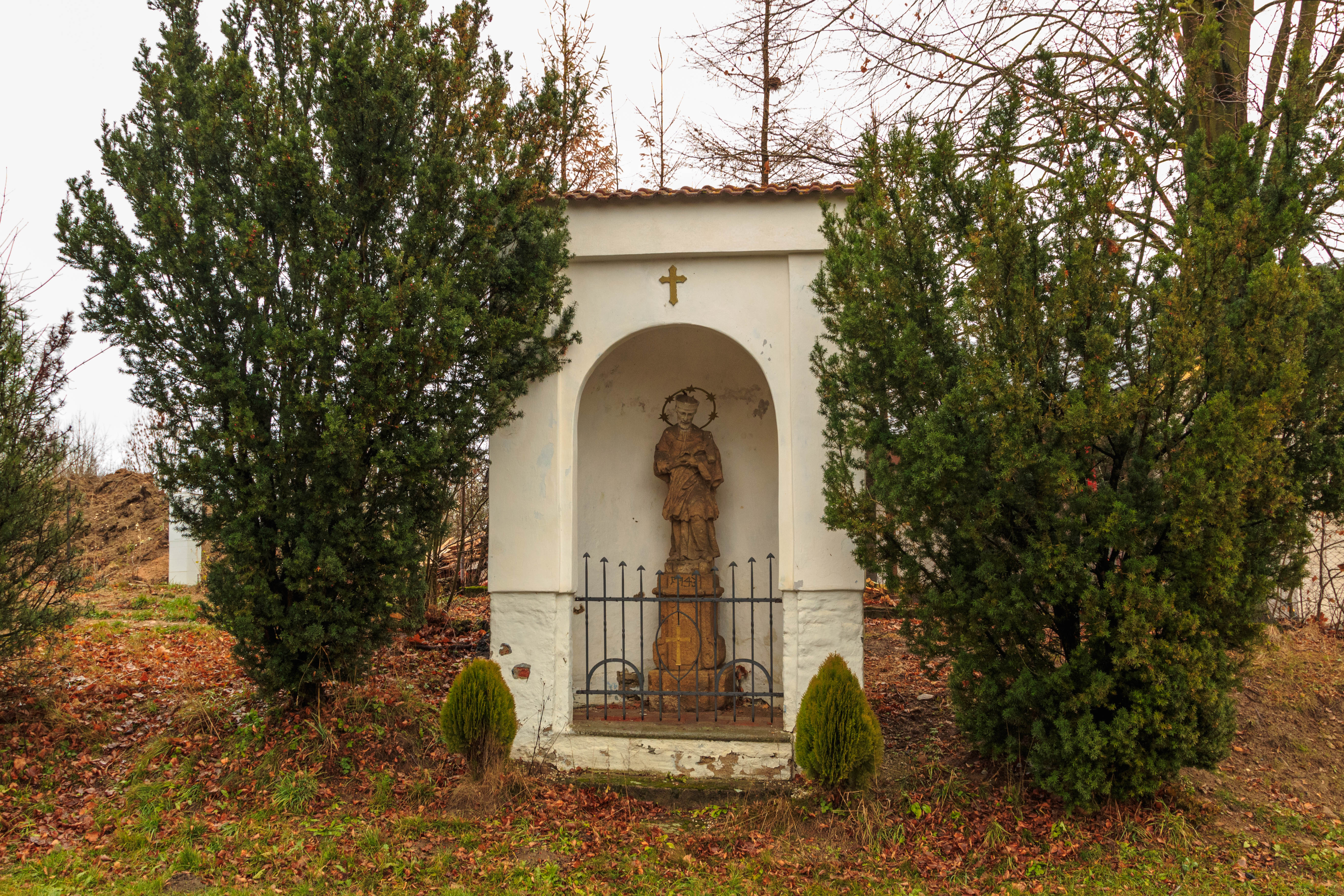
Nischenkapelle

Tis (deutsch Tieß) ist eine Gemeinde in Tschechien. Sie liegt sechs Kilometer südlich von Habry und gehört zum Okres Havlíčkův Brod.

## Geographie
Tis befindet sich in der Quellmulde des Baches Tiský potok in der Hornosázavská pahorkatina (Hügelland an der oberen Sázava).  Im Westen erhebt sich der Vrch (555 m n.m.), nordwestlich der U kapličky (581 m n.m.).
Nachbarorte sind Nový Dvůr, Habry und Proseč im Norden, Jiříkov und Kámen im Nordosten, Veselá im Osten, Boudův Mlýn, Skuhrovský Mlýn und Skuhrov im Südosten, Kopaniny, Mlýn Kozinec, Lučice, Komárov und Dobrá Voda im Süden, Malčín, Služátky und Josefodol im Südwesten, Kunemil und Druhanov im Westen sowie Na Obci, Zboží und Kněž im Nordwesten.

## Geschichte
Tis wurde am Haberner Steig, dessen alte Trasse von Habry über Kněž, Tis, Lučice und Olešnice ins Tal der Sázava führte, als Rundling angelegt. Der Ortsname leitet sich von dem damals vorhandenen Eibenwald ab. Die erste schriftliche Erwähnung des Dorfes erfolgte im Jahre 1426 als Besitz des Jan von Tis. 1436 ist Jan Tiský von Dobrá als Besitzer nachweislich, im Jahr darauf Mathias de Tis. Später gehörte Tis zusammen mit 24 weiteren Dörfern zum Städtchen Habry. 
1634 erwarb der kaiserliche General Johann Reinhard von Walmerode auf Nymburk die Herrschaft Habry. Er zeigte wenig Interesse an dem neuen Besitz, fand dafür aber keinen Käufer. 1651 bestand Tis aus 28 Anwesen; der Rychtář von Tis übte auch die Niedere Gerichtsbarkeit über die Dörfer Kněž, Kámen, Proseč, Miřátky und Jiříkov aus. Im Jahre 1666 kaufte Johanna Eusebia Barbara Zdiarsky von Zdiar die Herrschaft Habry von den minderjährigen Walmerodschen Erben. Die angeheiratete Reichsgräfin Caretto di Millesimo verkaufte Habry 1681 an Johann Sebastian von Pötting und Persing auf Žáky, Tieß wurde dabei als landtäfliges Gut abgetrennt. 1762 erwarb Johann Rudolph von Pötting und Persing das Gut Tieß und schloss es an die Herrschaft Habern an. 1808 verkaufte Adolph von Pötting und Persing die Herrschaft Habern mit den angeschlossenen Gütern Tieß und Zboží an Johann von Badenthal, von dem sie 1814 sein Sohn Joseph erbte.
Im Jahre 1840 umfasste das Gut Tieß eine Nutzfläche von 3898 Joch 1281 Quadratklafter, die überwiegend Ackerland waren. Zum Gut gehörten die Dörfer Kniesch, Lutschitz und Tieß. Das westlich der Wiener Straße im Caslauer Kreis gelegene Dorf Tieß bzw. Tys bestand aus 71 Häusern, in denen 519 Personen, darunter eine jüdische Familie lebten. Im Ort gab es eine Schule, einen herrschaftlichen Meierhof, einen Gemeindekontributionsspeicher und ein Wirtshaus. Pfarrort war Habern. Bis zur Mitte des 19. Jahrhunderts blieb Tieß der Herrschaft Habern untertänig.
Nach der Aufhebung der Patrimonialherrschaften bildete Tis ab 1849 eine Gemeinde im Gerichtsbezirk Habern. Ab 1868 gehörte der Ort zum Bezirk Časlau. Franz von Puthon, der 1862 die Grundherrschaft Habern mit Tieß und Zboží erworben hatte, verkaufte sie 1869 an Franz Altgraf von Salm-Reifferscheidt-Hainspach auf Světlá. 
1869 hatte Tis 558 Einwohner und bestand aus 74 Häusern. Das Archiv der Grundherrschaft Habern erlitt 1869 beim Brand der Burg Lipnice große Verluste. Nach dem Tode des Franz von Salm-Reifferscheidt fiel die Grundherrschaft 1887 seiner Schwester Johanna verw. von Thun und Hohenstein auf Klösterle und Žehušice zu, 1892 erbte ihr Sohn Joseph Oswald von Thun-Hohenstein-Salm-Reifferscheidt den Großgrundbesitz. Im Jahre 1900 lebten in Tis 580 Menschen, 1910 waren es 623. 1930 hatte Tis 556 Einwohner und bestand aus 103 Häusern. 1949 wurde die Gemeinde dem Okres Chotěboř zugeordnet, seit der Gebietsreform von 1960 gehört sie zum Okres Havlíčkův Brod. Im Jahre 1961 erfolgte die Eingemeindung von Kněž. Beim Zensus von 2001 lebten in den 139 Häusern der Gemeinde 362 Personen, davon 69 in Kněž (36 Häuser) und 293 in Tis (103 Häuser).

## Gemeindegliederung
Die Gemeinde Tis besteht aus den Ortsteilen Kněž (Kniesch) und Tis (Tieß). Zu Tis gehören zudem die Wohnplätze Lesní Dvůr (Waldhof), Nový Dvůr (Neuhof) und Šrámek sowie die Wüstung Babina.
Das Gemeindegebiet gliedert sich in die Katastralbezirke Kněž und Tis u Habrů.

## Sehenswürdigkeiten
- Kirche des hl. Bartholomäus in Kněž
- Kapelle in Tis
- Nischenkapelle in Tis